# Венесуельські мангри
Венесуельські мангри або Мангри венесуельського узбережжя (ідентифікатор WWF: NT1408) — неотропічний екорегіон мангрових лісів, розташований на півночі Венесуели.

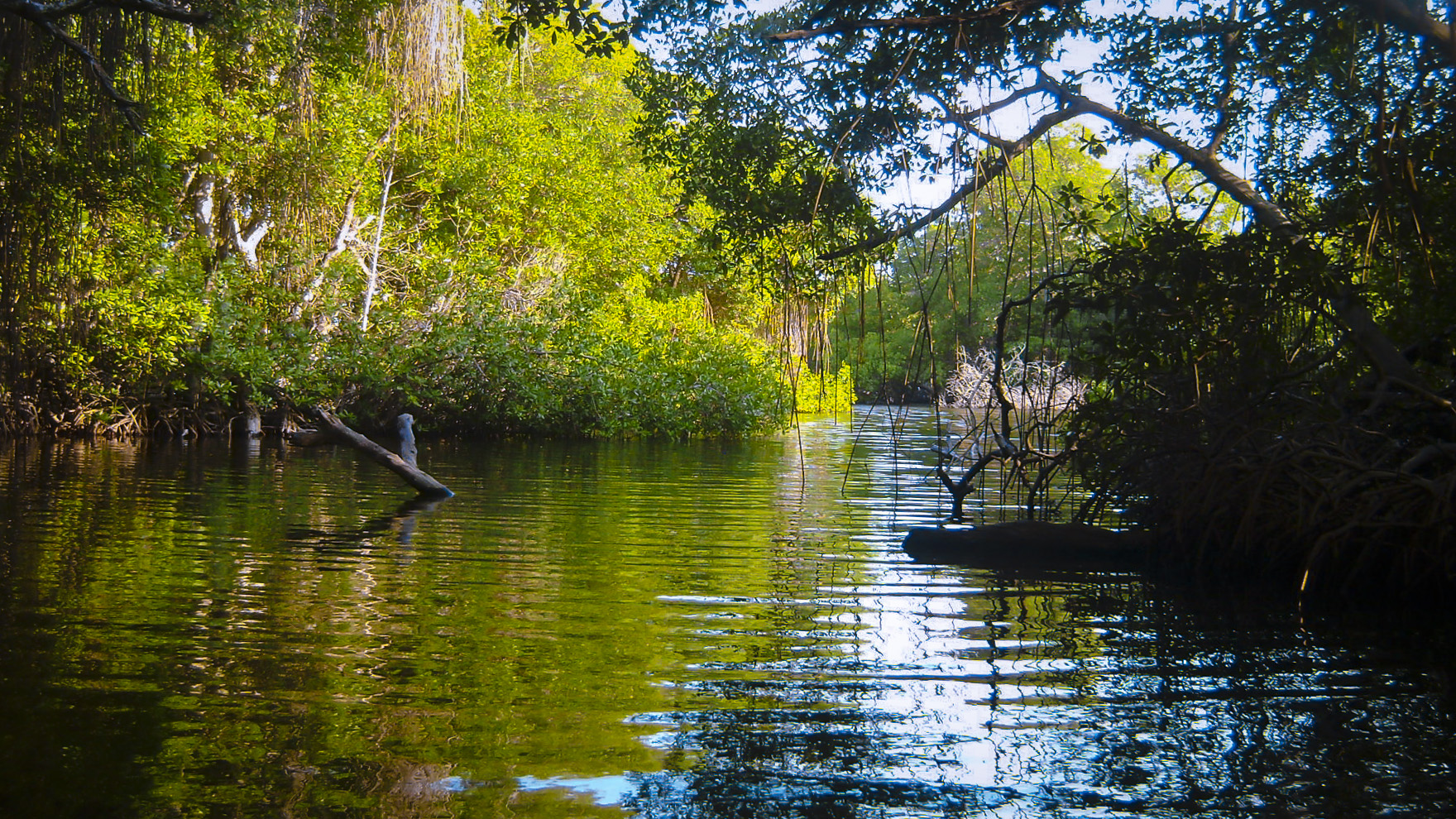
Мангри у Національному парку Моррокой

## Географія
Екорегіон венесуельських мангрів охоплює ділянки мангрових лісів, поширені на узбережжі Карибського моря та Атлантичного океану на півночі Венесуели. Це один з найбільших мангрових екорегіонів у Південній Америці: він займає близько 5900 км² території або майже чверть берегової лінії Венесуели.
Венесуельські мангри простягаються на 400 км із заходу на схід, від Лагуни-де-Косінетас на східному узбережжі півострова Гуахіра до Каньйо-Манамо на західному краю дельти Ориноко. Більшість ділянок мангрових лісів, що складають цей екорегіон, невеликі, і лише деякі з них мають площу більше 40 км². Найбільші масиви мангрових лісів знаходяться на крайньому сході екорегіону, на вологому західному узбережжі затоки Парія. Також мангри поширені в гирлі річки Лімон, на південному узбережжі озера Маракайбо, зокрема в гирлі річки Кататумбо, у болоті Лос-Олівітос, у національному парку Моррокой на західному узбережжі затоки Трісте, у лагуні Такарігуа, в гирлі Невері поблизу міста Барселона та в гирлі Мансанарес поблизу міста Кумана, а також на деяких прилеглих островах, зокрема на архіпелагах Лос-Рокес та Лас-Авес, на острові Ла-Орчіла та на південному узбережжі острова Маргарита.
Мангрові ліси Венесуели переважно зустрічаються у лагунах та у заболочених дельтах річок, у районах, де припливно-відпливні коливання підтримують баланс прісної та солоної води. Мангри простягаються лише на кілька кілометрів вглиб від морського узбережжя, де вони зазвичай переходять у сухі луки та чагарники.

## Клімат
На більшій частині венесуельського узбережжя переважає саванний клімат (Aw за класифікацією кліматів Кеппена), однак на півостровах Гуахіра та Парагуана, а також на острові Маргарита переважає напівпустельний клімат (BSh за класифікацією Кеппена). Середньорічна кількість опадів в регіоні коливається від менше 200 мм у посушливих районах на заході до понад 1600 мм на сході та до майже 2000 мм у дельті Ориноко на крайньому сході. Розподіл опадів характеризується вираженим сухим сезоном та двома сезонами опадів, які зазвичай тривають влітку та наприкінці року. Середня температура в регіоні коливається від 27 до 30 °C на заході та від 25 до 27 °C на сході. Карибське узбережжя Венесуели перебуває під впливом пасатів, які подекуди можуть розвивати швидкість від 50 до 65 км/год.

## Флора
Рослинний покрив екорегіону представлений мангровими лісами, структура та видовий склад яких залежить від солоності води та ступеня затоплення територій. У деяких районах на крайньому сході регіону мангрові ліси можуть досягати 35-40 м заввишки. Основу мангрових лісів Венесуели складають червоні мангри (Rhizophora mangle), чорні мангри (Avicennia germinans) та білі мангри (Laguncularia racemosa), а також прямі конусоплідні мангри (Conocarpus erectus), які хоч і не є справжніми мангровими деревами, але часто зустрічаються у цих екосистемах. Інші види мангрових дерев, зокрема жовті мангри (Rhizophora harrisonii), розгалужені мангри (Rhizophora racemosa) та мангри Шауера (Avicennia schaueriana), трапляються у Венесуелі значно рідше. Серед інших рослин, що зустрічаються у манграх Венесуели, слід відзначиити звичайну теспезію (Thespesia populnea), прибережну калліандру (Calliandra riparia), кулясту симфонію (Symphonia globulifera) та морський виноград (Coccoloba uvifera). Уздовж внутрішньої окраїни мангрів, на підвищених ділянках та навколо сухих і засолених ділянок усередині мангрів часто трапляються густі зарості золотистих мангрових папоротей (Acrostichum aureum) та морських гібісків (Hibiscus tiliaceus).
У напівпустельних прибережних районах на північному заході Венесуели мангрові ліси тісно пов'язані з прибережними склерофітними чагарниками, а також з галофітними та псамофітними прибережними луками. Основу склерофітних чагарників зазвичай утворюють колючі кущі та кактуси заввишки від 0,5 до 5 м, зокрема покручені акації (Vachellia tortuosa), куманські буррерії (Bourreria cumanensis), сонорські пало-верде (Parkinsonia praecox) та морські гібіски (Hibiscus tiliaceus). На галофітних луках, поширених у солончакових западинах, переважають гребенясті лутиги (Atriplex cristata), різноколосники Ріттера (Heterostachys ritteriana) та прибережні портулаки (Sesuvium portulacastrum), а на псамофітних луках, поширених серед піщаних дюн, — сланкі тропічні стокротки (Egletes prostrata), прибережні кручені паничі (Ipomoea pes-caprae) та приморські спороболуси (Sporobolus virginicus). 
Мангрові ліси, поширені на південно-західному узбережжі озера Маракайбо, у внутрішніх районах переходять у високі, частково заболочені омброфільні вічнозелені ліси. Їх основу складають високі кеш'ю (Anacardium excelsum), колумбійські червоні дерева (Cariniana pyriformis), бавовняні дерева (Ceiba pentandra) та шестипелюсткові густавії (Gustavia hexapetala), які виростають до 30-40 м заввишки.

## Фауна
Оскільки мангрові ліси поширені у літоральній зоні, їхня фауна представлена як морськими, так і наземними видами. Насправді небагато видів тварин зустрічається виключно у манграх, оскільки більшість з них також трапляються в інших прибережних екосистемах або навіть за сотні кілометрів від них. Присутність певних видів може залежати від низки факторів, таких як режим опадів та припливно-відпливних коливань, а також від стадії життєвого циклу. Однак незалежно від того, скільки видів справді живуть у манграх, а скільки лише відвідують їх час від часу, фауна екорегіону характеризується великим різноманіттям. Тут зустрічається понад 140 видів птахів та 220 видів риб, а також сотні наземних і морських безхребетних.
Мангрові ліси відіграють дуже важливе екологічне значення, оскільки вони поширені у прибережній смузі в напівпустельних районах, яка у іншому випадку була б абсолютно позбавлена будь-якої рослинності. Таким чином, мангри можуть запропонувати виняткові можливості для відпочинку, годування та укриття багатьом видам водоплавних і коловодних птахів та інших тварин. Крім того, вони є важливими місцями, де різні види тварин зупиняються під час міграцій.
Орнітофауна венесуельських мангрів нараховує 141 вид птахів, включаючи як місцеві, так і перелітні зимуючі види. Однак їхня кількість у конкретних лагунах і дельтах може різнитися: так у Лагуні-де-Косінетас на крайньому північному заході Венесуели зустрічається лише 26 видів птахів. Єдиними видами, які зустрічаються у манграх по всій смузі венесуельського узбережжя, є урубу (Coragyps atratus), великі чепури (Ardea alba), бурі пелікани (Pelecanus occidentalis) та червоні ібіси (Eudocimus ruber). Останні перебувають під загрозою зникнення у деяких країнах, однак у венесуельських манграх є доволі звичними птахами. Також у багатьох мангрових болотах Венесуели зустрічаються великі зграї червоних фламінго (Phoenicopterus ruber). У 1990 році на болоті Лос-Олівітос, одному з лише чотирьох місць на Карибах, де гніздяться ці птахи, було нараховано 15 000 фламінго. Лагуна-де-Тірая, розташована на півострові Парагуана, є одним із місць годівлі для великих зграй фламінго, що гніздяться на островах на північ від Венесуели.
Серед інших видів птахів, поширених у манграх Венесуели, слід відзначити карибського фрегата (Fregata magnificens), рожевого косаря (Platalea ajaja), американську змієшийку (Anhinga anhinga), неотропічного ябіру (Jabiru mycteria), мангрову чаплю (Butorides striata), широкодзьобого квака (Cochlearius cochlearius), аргентинського бугайчика (Ixobrychus involucris), гвіанського пастушка (Aramides axillaris), пастушка-тріскунця (Rallus longirostris), червонодзьобого свистача (Dendrocygna autumnalis), маскову савку (Nomonyx dominicus), мангрового кукліло (Coccyzus minor), венесуельського амазона (Amazona amazonica), тринідадського амазона (Amazona ochrocephala), синьокрилого ару (Ara severus), золотистого пісняра-лісовика (Setophaga petechia) та мангрового тамаруго (Conirostrum bicolor). Серед зимуючих видів, що зустрічаються у манграх на північному узбережжі Венесуели, слід відзначити аляскинського побережника (Calidris mauri), довгоногого побережника (Calidris himantopus), блакитнокрилу чирянку (Spatula discors) та скопу (Pandion haliaetus). Ендеміками екорегіону є рідкісні прибережні пастушки (Rallus wetmorei), ареал яких обмежений манграми на узбережжі затоки Трісте.
Одними з найпоширеніших наземних ссавців, яких можна побачити у мангрових заростях Венесуели, є ракуни-крабоїди (Procyon cancrivorus). Також мангри часто відвідують майконги-крабоїди (Cerdocyon thous), флоридські кролики (Sylvilagus floridanus), низинні паки (Cuniculus paca), неотропічні видри (Lontra longicaudis), кінкажу (Potos flavus) та оцелоти (Leopardus pardalis), а серед великих ссавців — південноамериканські тапіри (Tapirus terrestris), ягуари (Panthera onca), великі мурахоїди (Myrmecophaga tridactyla) та руді ревуни (Alouatta seniculus). У лагуни регіону нерідко запливають американські ламантини (Trichechus manatus), які живляться водною рослинністю, а також гвіанські костеро (Sotalia guianensis).
У багатьох мангрових болотах Венесуели зустрічаються рідкісні гострорилі крокодили (Crocodylus acutus) та крокодилові каймани (Caiman crocodilus). Іноді на морських узбережжях регіону можна побачити рідкісних морських черепах, зокрема зелених черепах (Chelonia mydas). Серед промислово важливих видів риб, пов'язаних з венесуельськими манграми, слід відзначити лопатеносого морського сома (Sciades herzbergii), карибського морського сома (Cathorops spixii), звичайного робало (Centropomus undecimalis), колючого робало (Centropomus ensiferus), білу кефаль (Mugil curema), бразильську кефаль (Mugil liza), смугасту мохарру (Eugerres plumieri), ромбічну мохарру (Diapterus rhombeus) та жовтоперу мохарру (Gerres cinereus). 
Ракоподібні, зокрема креветки з роду Penaeus та краби з роду Callinectes часто виступають основою харчового ланцюга у мангрових екосистемах. У деяких місцевостях поблизу венесуельського узбережжя, де вода кришталево чиста, серед коріння мангрових дерев можна побачити різноманітні губки, покривники, двостулкові молюски та водорості. Одними з найпоширеніших видів безхребетних тварин, які колись були поширені у манграх Венесуели, є мангрові устриці (Crassostrea rhizophorae), однак наразі вони майже повністю вимерли через надмірний вилов.

## Збереження
Тривала історія експлуатація мангрових лісів Венесуели сягає доколумбових часів. Зокрема, мангри активно вирубувалися корінними мешканцями архіпелагу Лос-Рокес, розташованого за 100 км на північ від Венесуели, причому рівень експлуатації був настільки інтенсивним, що мангри на цих островах практично зникли. Протягом другої половини XIX століття мангрові ліси Венесуели масово вирубували заради деревини та деревного вугілля, а також для розчистки земель під кокосові плантації та промисловість.
Основними загрозами для збереження природи регіону є вирубка мангрових лісів, надмірний вилов риби, розвиток нафтової промисловості, особливо в районі озера Маракайбо, а також забруднення води внаслідок промислової і сільськогосподарської діяльності. Основними природоохоронними територіями екорегіону є Національний парк Моррокой, Національний парк Мочіма, Національний парк Туруепано, Національний парк Лагуна-де-Такарігуа та Національний парк Архіпелаго-де-Лос-Рокес.